# Ctenomys steinbachi
Ctenomys steinbachi là một loài gặm nhấm trong họ Ctenomyidae. Nó là loài bản địa Bolivia. Loài này được đặt tên theo nhà sư tầm động vật Tiến sĩ José Steinbach (1856–1929).